# Decapoalina
Decapoalina es un género de foraminífero bentónico de la familia Milioliporidae, de la superfamilia Soritoidea, del suborden Miliolina y del orden Miliolida. Su especie tipo es Miliolipora cuvillieri. Su rango cronoestratigráfico abarca desde el Noriense hasta el Rhaetiense (Triásico superior).

## Discusión
Algunas clasificaciones incluirían Decapoalina en la superfamilia Milioliporoidea.

## Clasificación
Decapoalina incluye a la siguiente especie:
- Decapoalina schaeferae